# Зельона (Пшасниський повіт)
Зельона (пол. Zielona) — село в Польщі, у гміні Красне Пшасниського повіту Мазовецького воєводства.
Населення — 103 особи (2011).
У 1975-1998 роках село належало до Цехановського воєводства.

## Демографія
Демографічна структура станом на 31 березня 2011 року:
|          | Загалом | Допрацездатний вік | Працездатний вік | Постпрацездатний вік |
| -------- | ------- | ------------------ | ---------------- | -------------------- |
| Чоловіки | 51      | 11                 | 38               | 2                    |
| Жінки    | 52      | 9                  | 37               | 6                    |
| Разом    | 103     | 20                 | 75               | 8                    |